# Marshall Napier
Marshall Napier (ur. 22 października 1951 w Nowej Zelandii, zm. 14 sierpnia 2022 w Canberze) – nowozelandzki aktor telewizyjny, filmowy i teatralny. Zadebiutował na dużym ekranie w 1981 w nowozelandzkiej komedii Goodbye Pork Pie. Najbardziej znany z serialu Córki McLeoda.

## Życiorys
Urodził się w Nowej Zelandii. Przed przeniesieniem się do Australii ze swoją rodziną pracował jako aktor. W 1979 po raz pierwszy pokazał się w telewizji, w miniserialu The Nevill Purvis Family Show. Zagrał w kilku nowozelandzkich produkcjach m.in. w Goodbye Pork Pie, Dangerous Orphans i Bad Blood.
W 1988 z żoną i dwojgiem dzieci przeniósł się do Australii. Pracował w teatrze, filmie i programach telewizyjnych. W latach 2001–2006 zagrał rolę Harry’ego Ryana w serialu Córki McLeoda.
W Australii był bardzo popularnym aktorem teatralnym. Występował m.in. na scenach: Sydney – Royal Theatre, Melbourne – Fairfax Studio, Chippendale – Seymour Center.
Był ojcem aktorki Jessiki Napier.

## Nagrody i nominacje
- Nominacja – Australijska Akademia Sztuk Filmowych i Telewizyjnych AACTA 1992 – za: najlepszy aktor w dramacie telewizyjnym (w serialu Policjanci z Mt. Thomas Escape Route)[3]

## Filmografia

### Filmy
| Rok  | Tytuł filmu                    | Rola                   |
| ---- | ------------------------------ | ---------------------- |
| 1981 | Goodbye Pork Pie               | Kierowca               |
| 1985 | Dangerous Orphans              | Hobbes                 |
| 1990 | Wielki szwindel                | Desmond Clark          |
| 1991 | Randka w przerwie              | Pan Rupert Elliott     |
| 1995 | Babe – świnka z klasą          | Przewodniczący sędziów |
| 1996 | Dzieci rewolucji               | Brendan Shaw           |
| 1998 | Tajemnica domu przy Gantry Row | Blake                  |
| 1999 | Dziwna planeta                 | Robert                 |
| 2001 | Mój mąż zabójca                | John Radij             |
| 2007 | Koń wodny: Legenda głębin      | Sierżant Strunk        |
| 2010 | Niewidzialny Griff             | Benson                 |
| 2010 | Klinika                        | Oficer Underwood       |
| 2012 | Jack Irish: Bad Debts          | Ojciec Gorman          |

### Seriale
| Rok       | Tytuł serialu                        | Rola          |
| --------- | ------------------------------------ | ------------- |
| 1989–1996 | Policjanci z Mt. Thomas Escape Route | Sierżant Fred |
| 1989–1996 | G.P.                                 | Stan Brodle   |
| 1998–2009 | Cena życia                           | Mick Mason    |
| 2000–2003 | Córki McLeoda                        | Harry Ryan    |